# János Hunyadi
János Hunyadi (v slovenščini tudi Ivan Hunyadi, (madžarsko Hunyadi János, nemško Johann Hunyadi', romunsko Iancu ali Ioan (Corvinus) de Hunedoara, srbsko Јанко Сибињанин Janko Sibinjanin, srednjeveško latinsko Ioannes Corvinus), * okoli 1387, grad Hunyad/Hunedoara, † 11. avgust 1456, Zemun / Zimonyi).
János Hunyadi je bil transilvanski plemič, izvrsten vojskovodja, eden od najpomembnejših osebnosti 15. stoletja. Bil je oče Matije Korvina in Ladislava Hunyadija znanega bojevnika proti Turkom in morilca zadnjega Celjskega grofa Ulrika II.
Leta 1437 je vodil vojaško odpravo proti husitom na Češkem, za kar je bil nagrajen z imenovanjem za bana Severina. Od leta 1441 je bil transilvanski vojvoda, temišvarski župan in beograjski poveljnik (kapitan). Med letoma 1446 in 1452 je bil ogrski palatin.

## Poreklo
Rodbina Hunyadijev izhaja iz Vlaške (danes Romunija). János je bil sin pomadžarjenega Kumana z imenom Voicu (Vojk) in Elizabete Morzsinay. Vojk je od kralja Sigismunda kot nagrado za dolgoročno vojaško službo na dvoru dobil grad Hunyad (Vajda-Hunyad/Hunedoara) v Transilvaniji. Od tu izhaja priimek Hunyadi.
Prilastek Corvinus (krokar v družinskem grbu) je prvič uporabil življenjepisec njegovega sina Matije, vendar je včasih uporabljen tudi v povezavi z Jánosem.

## Vzpon
Mladi vitez János se je tako kot Herman II. Celjski vključil v skupino »tujcev« zaupnikov ogrskega kralja Sigismunda Luksemburškega in z njim potoval po Italiji in drugih deželah, kjer je osvojil najnovejša vojaška znanja. Kasneje je na čelu manjše armade vodil boje proti turškim vpadom na Balkanu (leta 1437 je Turke odgnal izpred Smedereva v Srbiji). Za uspehe v bitkah je poleg obširnih posesti dobil tudi naslov sremskega bana, ozemlja med Dravo, Savo in Donavo, ki je bilo stalno ogroženo s strani Turkov.

## Boji s Turki
Po nagli smrti kralja Albrehta II. je bil prepričan, da Ogrska v tistem času potrebuje kralja-bojevníka, in se je zato v bojih za ogrsko krono postavil na stran protihabsburškega krila ogrskega plemstva, na stran vojske, ki je v boju porazila prohabsburški del magnatov. Za nagrado je od kralja Vladislava I. dobil naslov transilvanskega vojvode, temišvarskega upravitelja in glavnega kapitana Beograda (Nándorfehérvár). Tako je postal eden od najbogatejših in najmočnejših velmož Ogrske. Svojo moč in bogastvo je uporabil v glavnem za organiziranje in urjenje armade, katere jedro so tvorili najemni vojaki. S to armado je šel v boj proti Turkom skupaj z vojskami sosednjih držav. 
V letu 1441 je z zmago pri Smederevu in leta 1442 pri Sibiu (Hermannstadt) uničil veliko turško armado in vrnil Ogrski vazalne države Vlaško in Moldavijo. Nato je pri Džerdapu porazil še tretjo turško armado. Opogumljen z zmagami se je skupaj s kraljem Vladislavom odpravil na nov pohod, znan kot »dolgi pohod«. Hunyadi je na čelu predhodnice armade zavzel mesto Niš, porazil tri turške paše in zasedel Sofijo, po združitvi z glavnino armade pa porazil sultana Murata II. pri Snaimu. Nestrpnost kralja in ostra zima so ga prisilili, da se je februarja 1444 vrnil domov. Tega leta je bila na prigovarjanje papeža oziroma njegovega odposlanca Julijana Cesarinija zorganiziran veliki križarski pohod proti Turkom. Eden od poveljnikov pohoda je bil János Hunyadi. Križarska vojska je bila v bitki pri Varni poražena. Na bojnem polju je padel tudi kralj Vladislav. Na Ogrskem je prišlo do fevdalne anarhije.

## Po Vladislavovi smrti
Po mnogih sporih je za kralja priznan Ladislav Posmrtni (Ladislav V.) in ogrski državni zbor je leta 1446 imenoval Jánosa Hunyadija za regenta do časa polnoletnosti kralja. János Hunyadi se je po svojem imenovanju ostro postavil proti velmožem in je ob pomoči nižjega plemstva ter mest poskušal okrepiti centralno oblast in zgraditi armado, s katero bi se lahko ubranili Turkov. Leta 1448 je v bitki s turško vojsko oživel poraz, ki je zatresel njegovo pozicijo tudi doma in se v leta 1452 moral odpovedati regentstvu. Kralj ga je imenoval za glavnega kapitana z nalogo braniti Ogrsko. Turški sultan Mehmed II. Osvajalec je hotel zavzeti Beograd, ki ga je smatral za ključ do Ogrske. Leta 1456 je János Hunyadi na hitro organiziral križarsko vojsko in napadel Turke pri Beogradu ter jih pregnal. Vendar se svojega uspeha ni dolgo veselil. Umrl je 11. avgusta 1456 v Zemunu za kugo, ki se je razširila v vojaškem taboru.